# ISS-Expedition 53
ISS-Expedition 53 ist die Missionsbezeichnung für die 53. Langzeitbesatzung der Internationalen Raumstation (ISS). Die Mission begann mit dem Abkoppeln des Raumschiffs Sojus MS-04 von der ISS am 2. September 2017 und endete mit dem Abkoppeln von Sojus MS-05 am 14. Dezember 2017.

## Mannschaft
Übernommen von ISS-Expedition 52:
- Randolph Bresnik (2. Raumflug), Kommandant (USA/NASA, Sojus MS-05)
- Sergei Nikolajewitsch Rjasanski (2. Raumflug), Bordingenieur (Russland/Roskosmos, Sojus MS-05)
- Paolo Nespoli (3. Raumflug), Bordingenieur (Italien/ESA, Sojus MS-05)

Zusätzlich ab 13. September 2017:
- Alexander Alexandrowitsch Missurkin (2. Raumflug), Bordingenieur (Russland/Roskosmos, Sojus MS-06)
- Mark Thomas Vande Hei (1. Raumflug), Bordingenieur (USA/NASA, Sojus MS-06)
- Joseph M. Acaba (3. Raumflug), Bordingenieur (USA/NASA, Sojus MS-06)

### Ersatzmannschaft
Seit Expedition 20 wird wegen des permanenten Trainings für die Besatzungen keine offizielle Ersatzmannschaft mehr bekanntgegeben. Inoffiziell gelten die Backup-Crews der beiden Sojus-Zubringerraumschiffe MS-05 und MS-06 (siehe dort) als Ersatzmannschaft der Expedition 53. In der Regel kommen diese Crews dann jeweils zwei Missionen später selbst zum Einsatz.

## Missionsbeschreibung

### Crewaustausch
Am 13. September 2017 – gut zehn Tage nach Expeditionsbeginn – koppelte das Zubringerraumschiff Sojus MS-06 nach etwa sechsstündigen Flug an die ISS an; die Besatzung der Raumstation wurde damit wieder auf sechs Personen aufgestockt.
Am Tag vor dem Abdocken von Sojus MS-05 mit Randolph Bresnik, Sergei Rjasanski und Paolo Nespoli übernahm Alexander Missurkin das ISS-Kommando. Zusammen mit Mark Vande Hei und Joseph Acaba bildete er die anfängliche Crew der nachfolgenden ISS-Expedition 54.

### Frachterverkehr

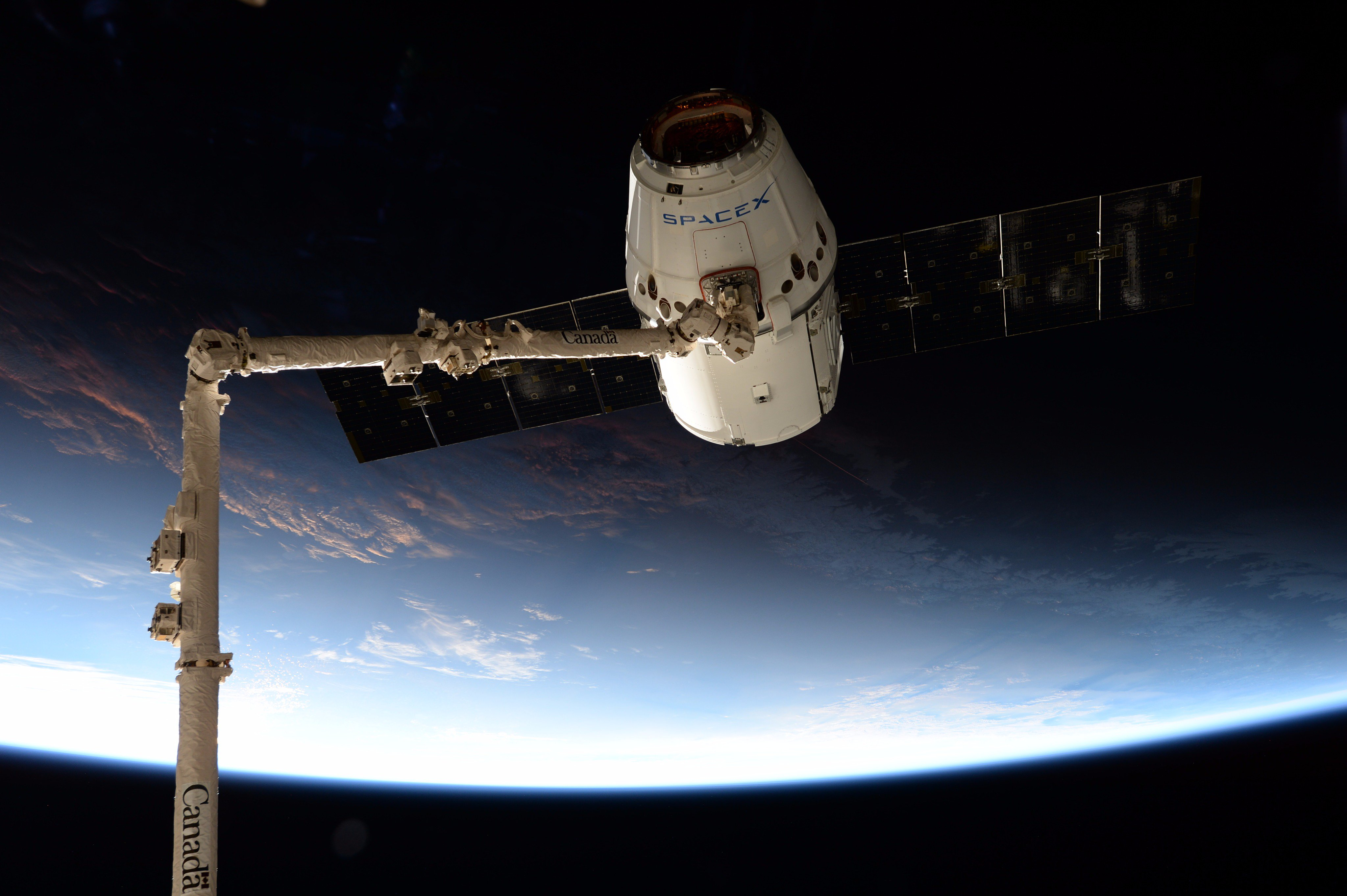
Dragon CRS-12 kurz nach dem Abdocken

Am 17. September wurde Dragon CRS-12 von Paolo Nespoli und Randolph Bresnik mithilfe des Canadarm2-Roboterarms vom Harmony-Modul gelöst und in einer eigenen Umlaufbahn ausgesetzt. Die Wasserung im Pazifik erfolgte noch am selben Tag.
Am 16. Oktober um 11:04 UTC koppelte Progress MS-07 an das Pirs-Modul an. Der Frachter soll acht Monate mit der ISS verbunden bleiben, ehe er im Juni 2018 mit Abfall beladen abgekoppelt und über den Südpazifik zum Verglühen wird.

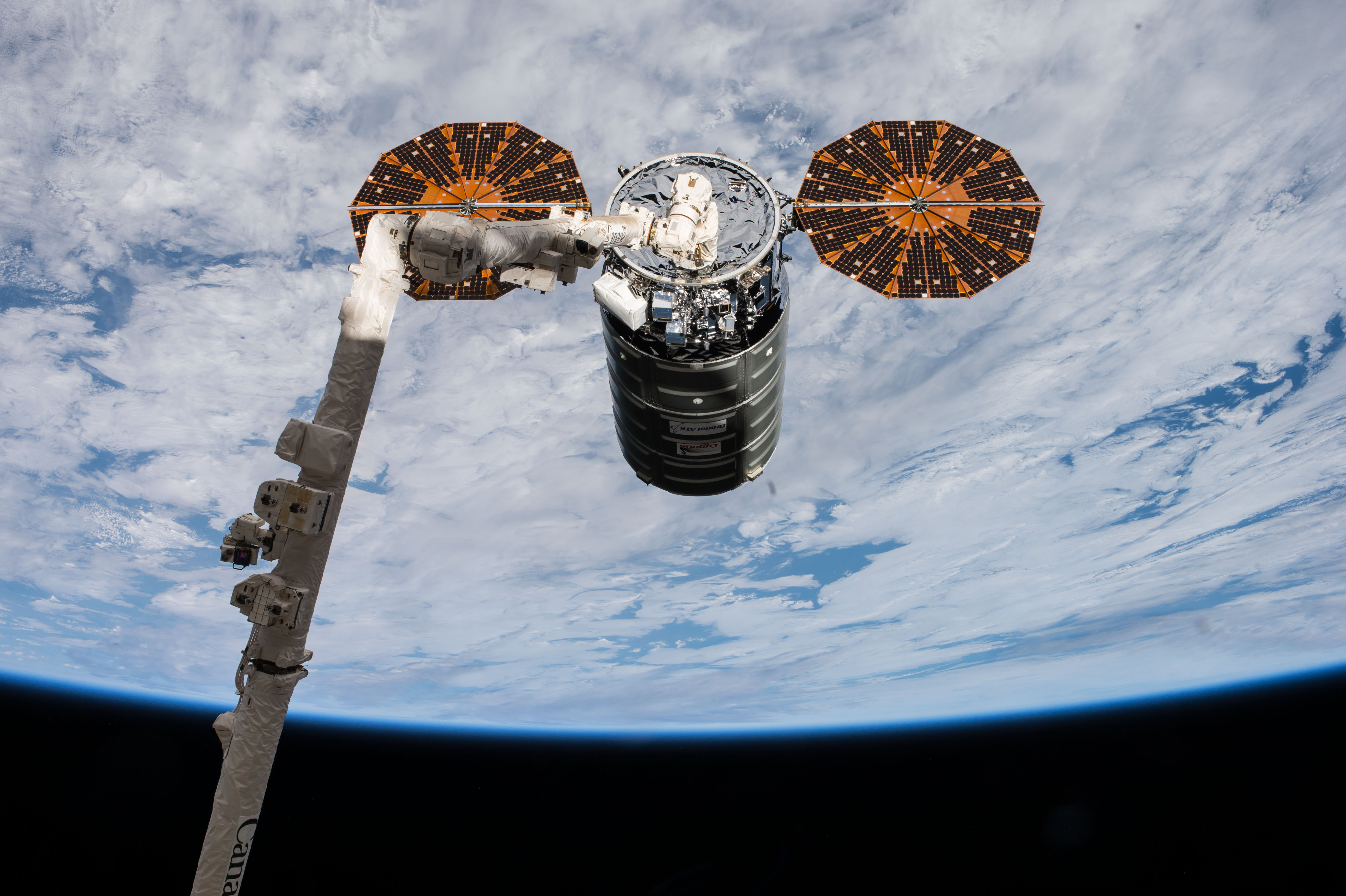
Cygnus OA-8 kurz vor dem Andocken

Am 14. November nutzten Randolph Bresnik und Paolo Nespoli den Greifarm Canadarm2 und fingen das Frachtraumschiff Cygnus OA-8 (genannt „S.S. Gene Cernan“) ein. Durch Kommandos der Bodenstation wurde Cygnus gedreht und an der Unterseite des Moduls Unity angekoppelt.
Cygnus CRS OA-8 (genannt „S.S. Gene Cernan“) wurde am 6. Dezember von der ISS abgekoppelt.

### Außenbordarbeiten
Am 5. Oktober ersetzten Randy Bresnik und Mark Vande Hei im Rahmen einer EVA einen von zwei Latching End Effectors (LEE) am Greifarm Canadarm2.
Am 10. Oktober unternahmen Randy Bresnik und Mark Vande Hei einen zweiten Außeneinsatz. Sie brachten ihre Arbeiten am neuen Latching End Effectors (LEE) fertig und ersetzten Kameras am Destiny-Modul.

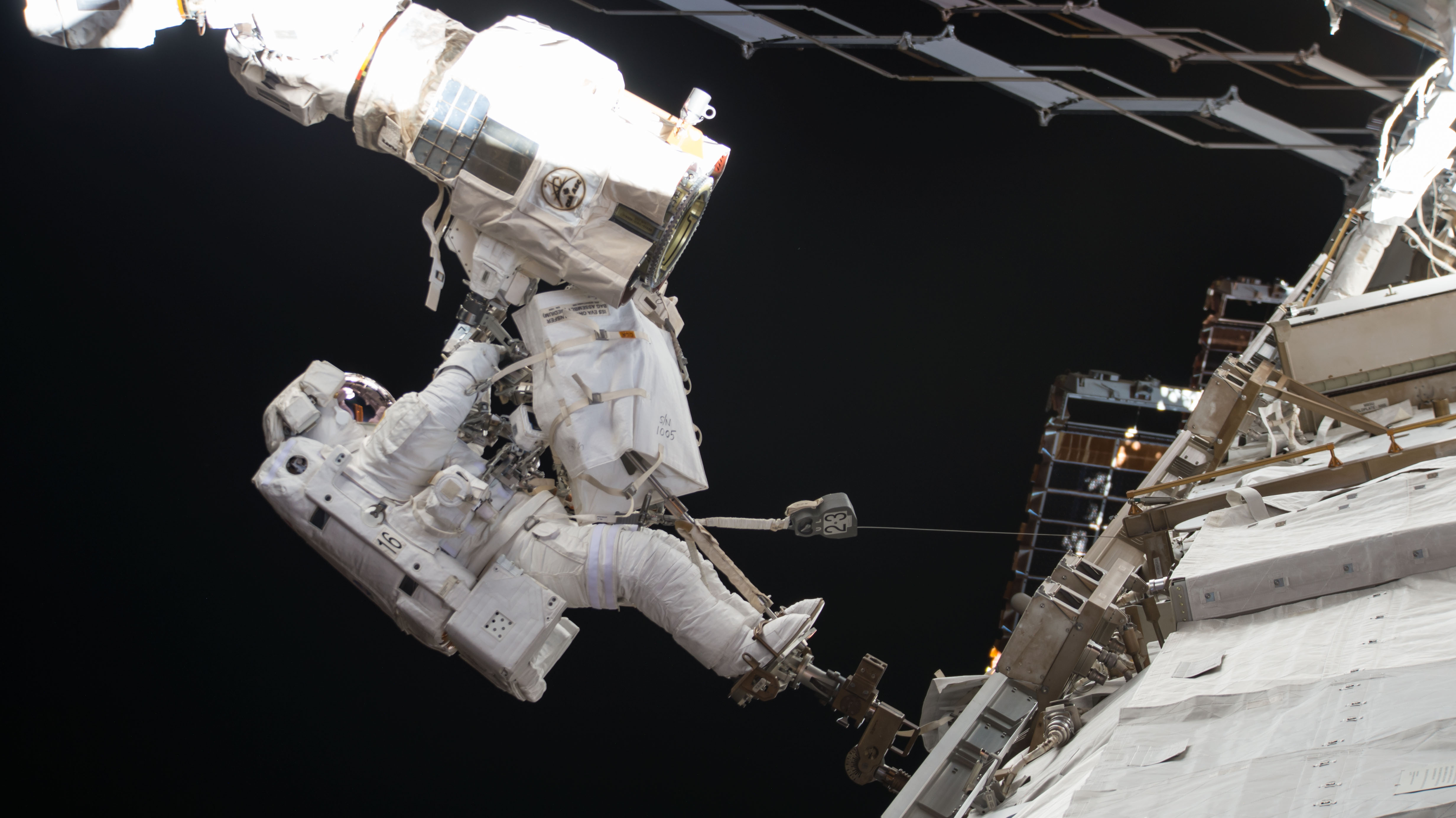
Joseph Acaba beim dritten Außenbordeinsatz

Am 20. Oktober führten Randy Bresnik und Joseph Acaba den dritten Außeneinsatz durch. Es erfolgte der Austausch einer defekten Kamera am Canadarm2, der Austausch einer Sicherung am Dextre, die Installation einer HD-Kamera an der EHDCA sowie Vorbereitung von potentiell benötigten Ersatzteilen.